# Чесноков, Григорий Дмитриевич
Григорий Дмитриевич Чесноков (род. 1 июня 1937, Свердловск) — советский и российский философ, специалист в области социальной философии, философии истории.
Отец — Дмитрий Чесноков (1910—1973) — советский философ, государственный и партийный деятель (член КПСС). Главный редактор журнала «Коммунист» (1952—1953). Сестра — Бэла Гаймакова (р. 1934) — профессор, кандидат исторических наук, почётный радист, почётный работник высшего образования РФ.
В 1959 г. окончил исторический факультет УГУ.
Доктор философских наук, автор ряда статей по социальной философии и философии истории.